# 감기약

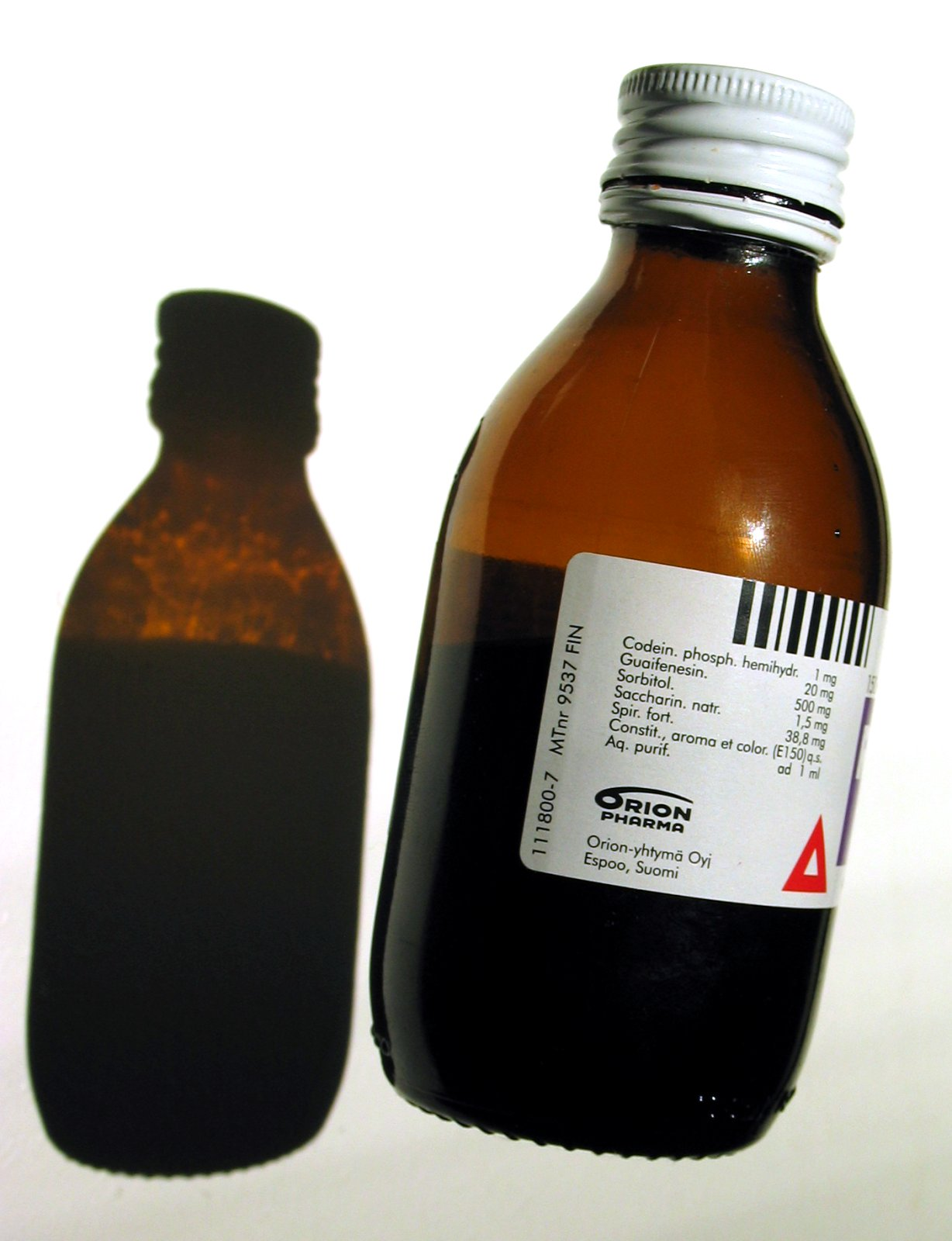

감기약은 감기, 기침 또는 관련 질환을 앓는 사람들이 복용하는 약이다. 다양한 약물이 기침 억제제로 광고되고 있으나 연구에 따르면 기침 증상을 줄여주는 측정할 만한 이점이 없거나 거의 없는 경우를 자주 보여준다.
한 주에 미국 어린이 중 10%에 의해 복용되고 있지만 캐나다나 미국에서 6세 이하의 어린이에게는 권장되지 않는데 이는 효력의 증거가 부족하고 위험의 염려 때문이다. 코데인, 구아이페네신, 슈도에페드린 버전이 200만 건 이상의 처방을 보일 정도로 미국에서 2017년에 가장 흔히 처방받는 213번째 약물이었다.

## 같이 보기
- 진해정